# 理科教室中学校1年生
理科教室中学校1年生は、NHK教育テレビジョンで1959年4月15日から1985年3月13日まで放送されていたテレビ番組。

## 概要
中学校1年生理科向け学校放送番組。
放送ライブラリーでは1972年4月11日放送分が公開。

## 放送時間
| 年度        | 本放送時間        | 再放送時間        | 再放送時間        |
| ----------- | ----------------- | ----------------- | ----------------- |
| 1959        | 水曜日10:25-10:55 |                   |                   |
| 1960        | 水曜日11:15-11:35 | 月曜日10:20-10:40 |                   |
| 1961        | 火曜日11:15-11:35 | 水曜日13:25-13:45 | 木曜日10:20-10:40 |
| 1962 - 1963 | 火曜日11:15-11:35 | 水曜日13:40-14:00 | 木曜日10:20-10:40 |
| 1964 - 1968 | 火曜日09:20-09:40 | 水曜日10:20-10:40 | 木曜日11:20-11:40 |
| 1969 - 1979 | 火曜日10:10-10:30 | 木曜日12:00-12:20 | 水曜日11:00-11:20 |
| 1980 - 1981 | 火曜日13:15-13:35 | 木曜日12:00-12:20 |                   |
| 1982 - 1984 | 火曜日13:15-13:35 | 水曜日12:00-12:20 |                   |

## 出演者

### 先生
- 川上和典
- 磯部琇三

### その他
- 八木光生（1959年度 - 1970年度）[2][3]
- 神谷明（1971年度）
- 市東昭秀（1972年度 - 1975年度）[4]
- 藤井敏夫（1976年度 - 1981年度）
- 速水勝也（1981年度 - 1982年度）
- 栗原真紀（1982年度 - 1983年度）

## スタッフ
- 制作 - 児玉邦二[1]
- 演出 - 野上俊和[1]
- 音楽 - 広瀬量平[1]、柳原徳蔵[1]
- 撮影 - 小口順吾[1]
- 効果 - 斉藤実[1]